# Нотний стан
Нотний стан, нотоно́сець — система паралельних горизонтальних ліній для записування звуків спеціальними знаками — нотами. Нотний стан з чотирьох ліній запропонував Ґвідо д'Ареццо (XI століття). У сучасній практиці застосовують нотний стан з п'яти основних ліній та необхідної кількості додаткових ліній над і під нотним станом. Ноти записують на лінійках, між лінійками та під ними. На нотному стані також розміщуються ключ, розмір, знаки альтерації, паузи тощо.
Для запису багатоголосної музики використовуються знаки аколади, партитура, клавір тощо.

## Джерело
- Юрій Юцевич. Музика: словник-довідник. — Тернопіль, 2003. — 404 с. — ISBN 966-7924-10-6. (html-пошук по словнику, djvu)